# Single numer jeden w roku 2008 (USA)

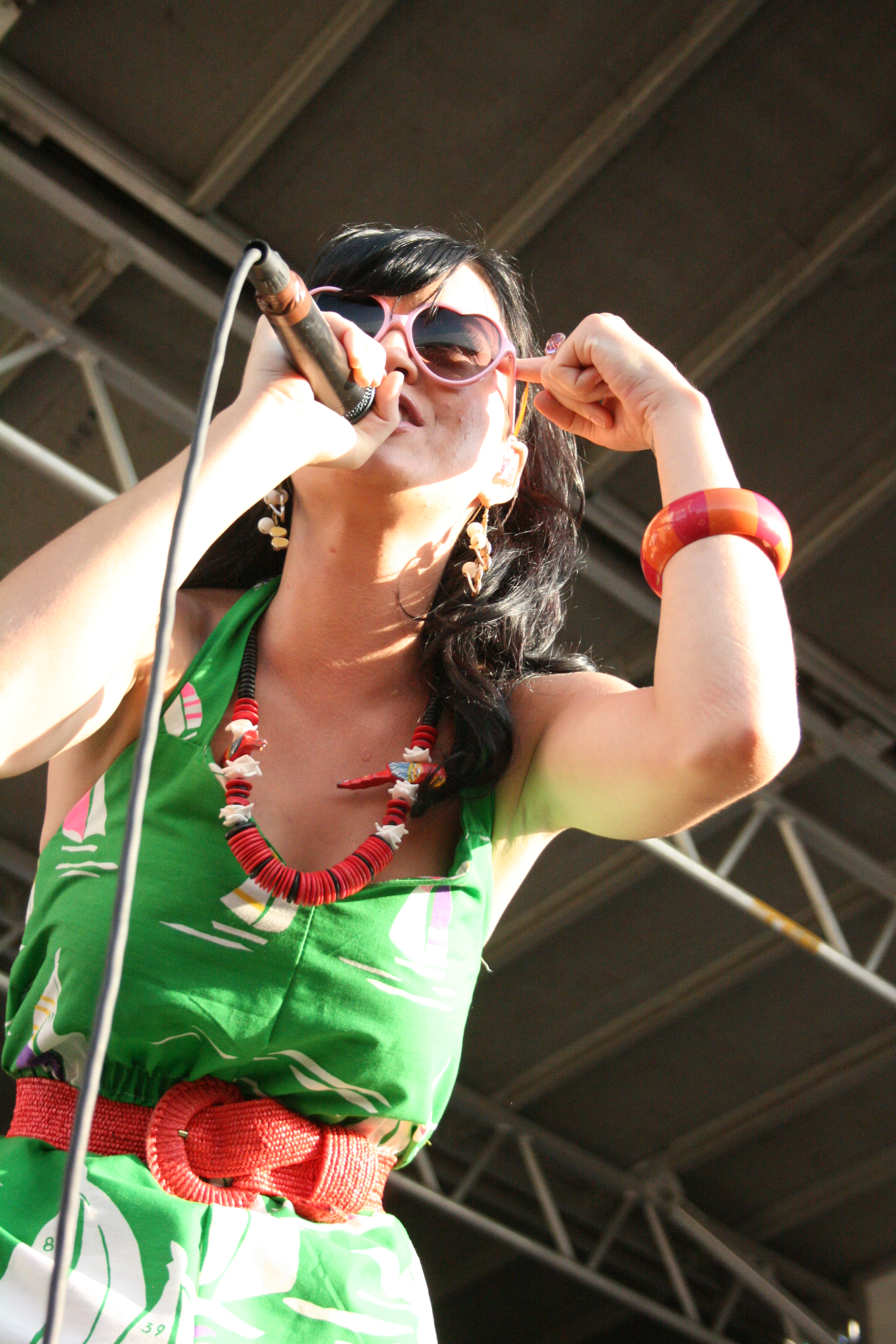
Piosenkarka Katy Perry wydała w 2008 roku swój pierwszy hit numer jeden w Stanach Zjednoczonych, „I Kissed a Girl”. Utwór stał się tysięcznym singlem numer jeden w erze rocka.

Notowanie Billboard Hot 100 przedstawia najlepiej sprzedające się single w Stanach Zjednoczonych. Publikowane jest ono przez magazyn „Billboard”, a dane kompletowane są przez Nielsen SoundScan w oparciu o cotygodniowe wyniki sprzedaży cyfrowej oraz fizycznej singli, a także częstotliwość emitowania piosenek na antenach stacji radiowych. W 2008 roku 14 singli uplasowało się na szczycie notowania w 52 wydaniach magazynu.
Piosenka „Low” rapera Flo Ridy była pierwszym singlem numer jeden 2008 roku, a także najdłużej utrzymującą się na szczycie piosenką tegoż roku, spędzając na miejscu 1. dziesięć nieprzerwanych tygodni. Tym samym singel był pierwszym od czasu „Irreplaceable” (10 tygodni na pierwszej pozycji) Beyoncé Knowles, który utrzymał się na szczycie tak długo. „Low” był najpopularniejszym utworem 2008 roku i został umieszczony na czele listy Top Hot 100 Hits of 2008, podsumowującej cały rok w muzyce. Inne piosenki, które utrzymywały się na pierwszym miejscu przez długi okres, to „I Kissed a Girl” (7 tygodni) Katy Perry oraz „Whatever U Like” (7 tygodni) T.I.
W 2008 roku siedmiu artystów po raz pierwszy w karierze uplasowało się na szczycie Billboard Hot 100: Flo Rida, Leona Lewis, Lil Wayne, Coldplay, Perry, a także Young Jeezy i Static Major. Piosenki T.I., „Whatever You Like” (7 nieprzerwanych tygodni) i „Live Your Life” (6 tygodni), spędziły w sumie najwięcej tygodni na szczycie, 13. Rihanna i T.I. byli artystami, którzy nagrali najwięcej piosenek, które zajęły pozycję 1.: Rihanna trzy, T.I. dwie. Poza tym Rihanna stała się jedyną piosenkarką w 2008 roku, której utwory spędziły w sumie 9 tygodni na szczycie.
Rekord w 2008 roku pobiła piosenka „Womanizer” Britney Spears, która z pozycji 96. w ciągu jednego tygodnia awansowała na szczyt notowania. Był to drugi singel numer jeden w historii artystki. Rekord ten przełamała w 2009 roku Kelly Clarkson z utworem „My Life Would Suck Without You”. Popowa piosenkarka Mariah Carey nagrała swój osiemnasty singel numer jeden w Stanach Zjednoczonych, „Touch My Body”, pokonując tym samym Elvisa Presleya, i awansując na drugie miejsce wśród artystów z największą liczbą singli numer jeden w erze rocka, która rozpoczęła się w 1955 roku. Leona Lewis stała się trzecią Brytyjką w historii ery rocka, która uplasowała się na szczycie Billboard Hot 100 ze swoim debiutanckim singlem „Bleeding Love”. „I Kissed a Girl” Katy Perry był tysięcznym singlem numer jeden w erze rocka. Utwór ten został również określony mianem piosenki lata 2008.

## Historia notowania

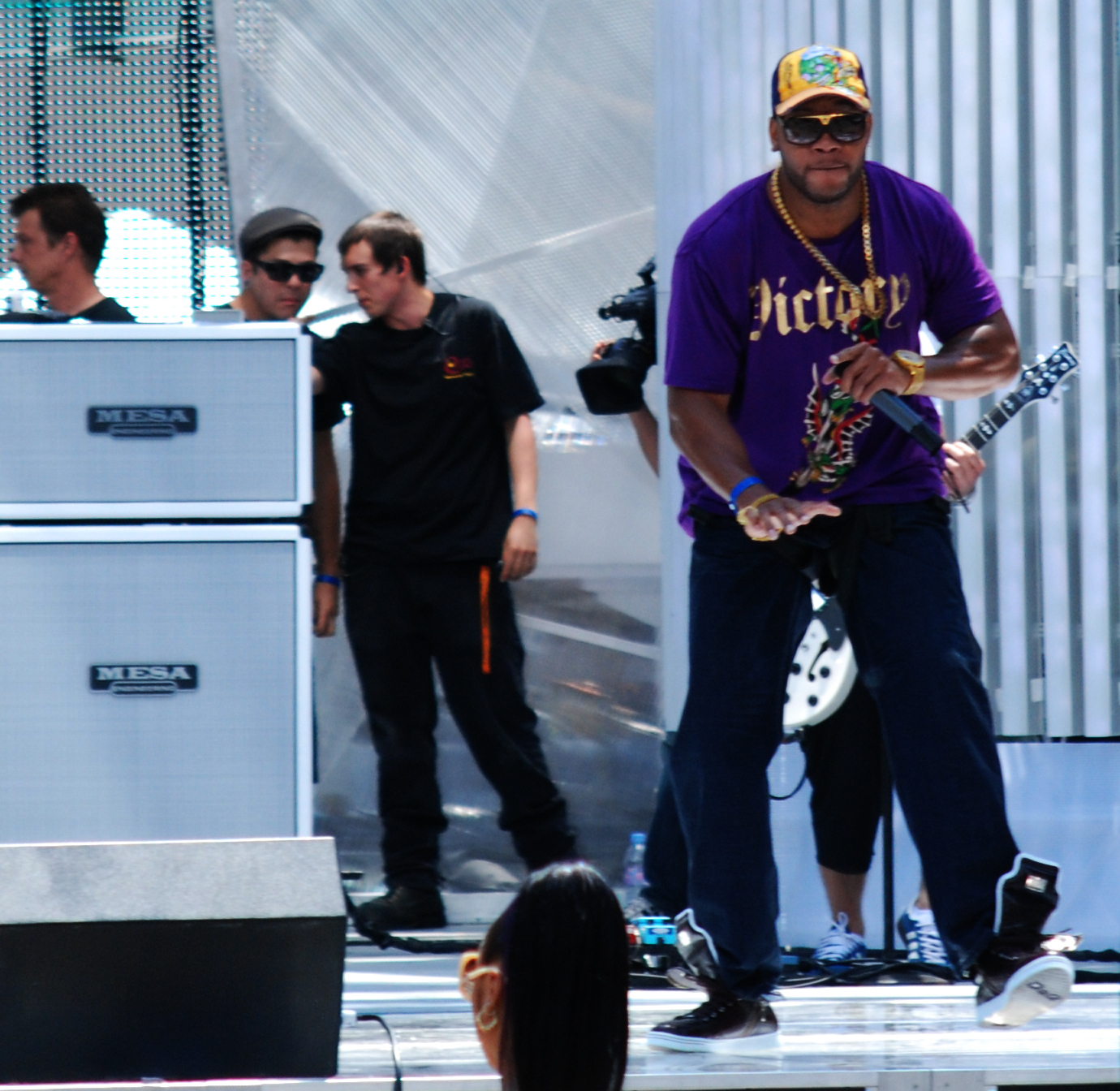
Piosenka rapera Flo Ridy „Low” nagrana z T-Painem była najpopularniejszym i najdłużej utrzymującym się na szczycie singlem 2008 roku, pozostając na miejscu 1. 10 nieprzerwanych tygodni.

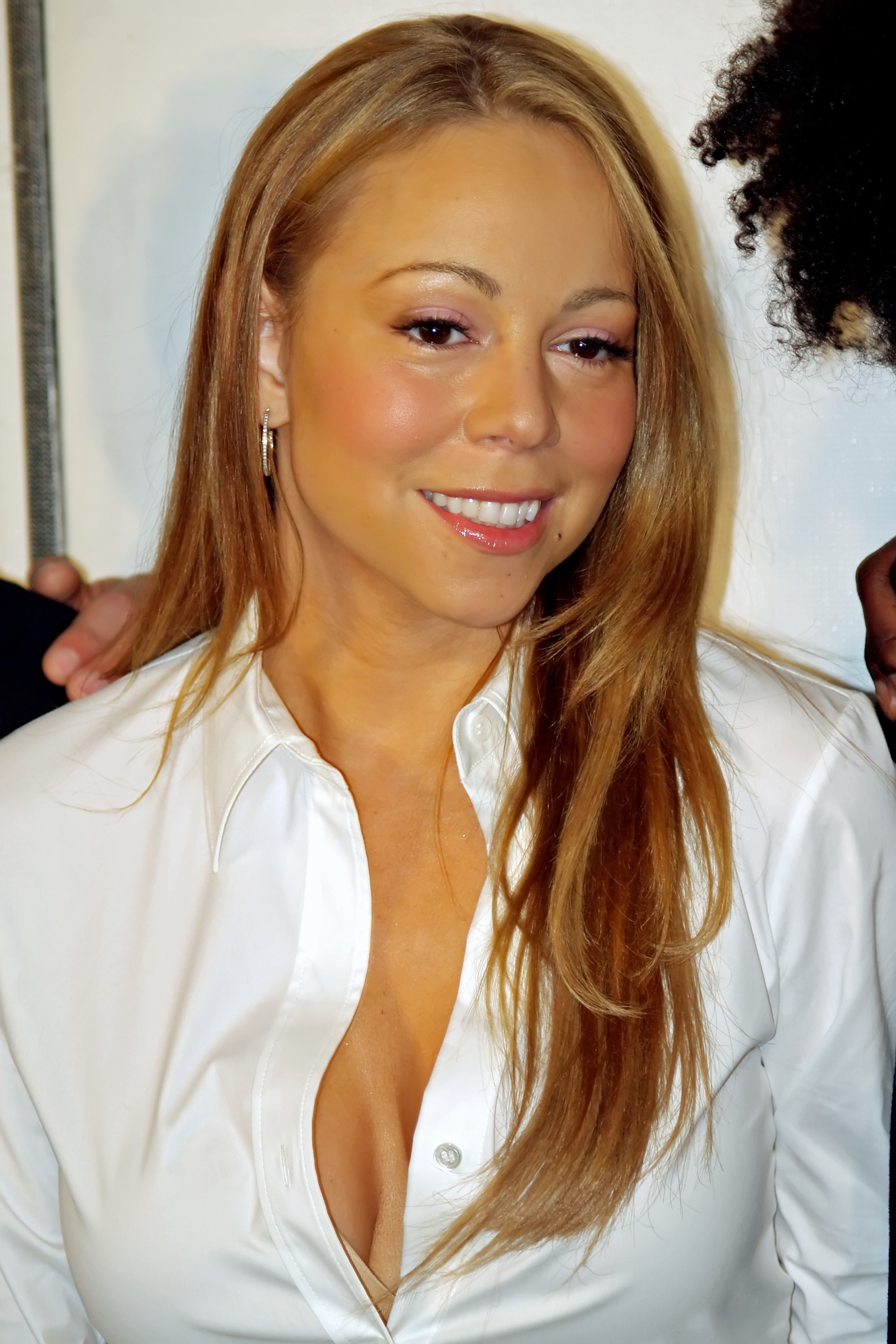
Mariah Carey nagrała swój osiemnasty singel, który zajął pozycję 1. w Stanach Zjednoczonych, „Touch My Body”, i awansowała na drugie miejsce wśród artystów z największą liczbą singli numer jeden w erze rocka.

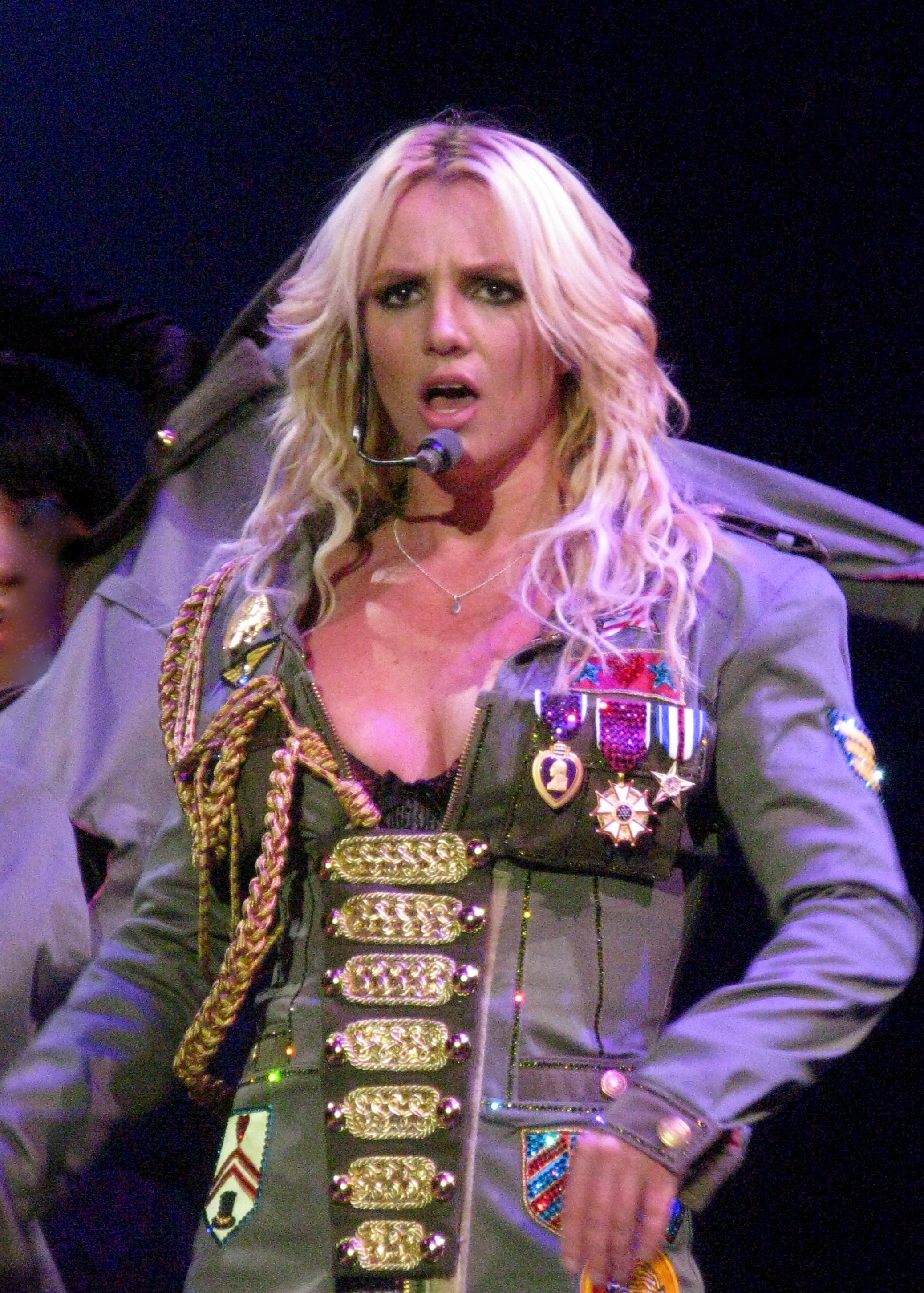
Britney Spears wydała swoją drugą piosenkę numer jeden, „Womanizer”, niemal dziesięć lat po tym, jak jej debiutancki singel uplasował się na szczycie listy.

| Data publikacji | Piosenka                           | Artysta                          | Źródła        |
| --------------- | ---------------------------------- | -------------------------------- | ------------- |
| 5 stycznia      | „Low”                              | Flo Rida featuring T-Pain        | [ 6 ]         |
| 12 stycznia     | „Low”                              | Flo Rida featuring T-Pain        | [ 20 ]        |
| 19 stycznia     | „Low”                              | Flo Rida featuring T-Pain        | [ 21 ]        |
| 26 stycznia     | „Low”                              | Flo Rida featuring T-Pain        | [ 22 ]        |
| 2 lutego        | „Low”                              | Flo Rida featuring T-Pain        | [ 23 ]        |
| 9 lutego        | „Low”                              | Flo Rida featuring T-Pain        | [ 24 ]        |
| 16 lutego       | „Low”                              | Flo Rida featuring T-Pain        | [ 25 ]        |
| 23 lutego       | „Low”                              | Flo Rida featuring T-Pain        | [ 26 ]        |
| 1 marca         | „Low”                              | Flo Rida featuring T-Pain        | [ 27 ]        |
| 8 marca         | „Low”                              | Flo Rida featuring T-Pain        | [ 2 ]         |
| 15 marca        | „Love in This Club”                | Usher featuring Young Jeezy      | [ 28 ]        |
| 22 marca        | „Love in This Club”                | Usher featuring Young Jeezy      | [ 29 ]        |
| 29 marca        | „Love in This Club”                | Usher featuring Young Jeezy      | [ 30 ]        |
| 5 kwietnia      | „Bleeding Love”                    | Leona Lewis                      | [ 7 ]         |
| 12 kwietnia     | „Touch My Body”                    | Mariah Carey                     | [ 13 ] [ 14 ] |
| 19 kwietnia     | „Touch My Body”                    | Mariah Carey                     | [ 31 ]        |
| 26 kwietnia     | „Bleeding Love”                    | Leona Lewis                      | [ 32 ]        |
| 3 maja          | „Lollipop”                         | Lil Wayne featuring Static Major | [ 8 ]         |
| 10 maja         | „Bleeding Love”                    | Leona Lewis                      | [ 33 ]        |
| 17 maja         | „Bleeding Love”                    | Leona Lewis                      | [ 34 ]        |
| 24 maja         | „Take a Bow”                       | Rihanna                          | [ 35 ] [ 36 ] |
| 31 maja         | „Lollipop”                         | Lil Wayne featuring Static Major | [ 37 ]        |
| 7 czerwca       | „Lollipop”                         | Lil Wayne featuring Static Major | [ 38 ]        |
| 14 czerwca      | „Lollipop”                         | Lil Wayne featuring Static Major | [ 39 ]        |
| 21 czerwca      | „Lollipop”                         | Lil Wayne featuring Static Major | [ 40 ]        |
| 28 czerwca      | „Viva la Vida”                     | Coldplay                         | [ 9 ] [ 41 ]  |
| 5 lipca         | „I Kissed a Girl”                  | Katy Perry                       | [ 42 ] [ 10 ] |
| 12 lipca        | „I Kissed a Girl”                  | Katy Perry                       | [ 43 ]        |
| 19 lipca        | „I Kissed a Girl”                  | Katy Perry                       | [ 44 ]        |
| 26 lipca        | „I Kissed a Girl”                  | Katy Perry                       | [ 45 ]        |
| 2 sierpnia      | „I Kissed a Girl”                  | Katy Perry                       | [ 46 ]        |
| 9 sierpnia      | „I Kissed a Girl”                  | Katy Perry                       | [ 47 ]        |
| 16 sierpnia     | „I Kissed a Girl”                  | Katy Perry                       | [ 48 ]        |
| 23 sierpnia     | „Disturbia”                        | Rihanna                          | [ 49 ]        |
| 30 sierpnia     | „Disturbia”                        | Rihanna                          | [ 50 ]        |
| 6 września      | „Whatever U Like”                  | T.I.                             | [ 51 ]        |
| 13 września     | „Whatever U Like”                  | T.I.                             | [ 52 ]        |
| 20 września     | „Whatever U Like”                  | T.I.                             | [ 53 ]        |
| 27 września     | „So What”                          | Pink                             | [ 54 ]        |
| 4 października  | „Whatever You Like”                | T.I.                             | [ 55 ]        |
| 11 października | „Whatever You Like”                | T.I.                             | [ 56 ]        |
| 18 października | „Live Your Life”                   | T.I. featuring Rihanna           | [ 57 ]        |
| 25 października | „Womanizer”                        | Britney Spears                   | [ 58 ] [ 59 ] |
| 1 listopada     | „Whatever You Like”                | T.I.                             | [ 60 ]        |
| 8 listopada     | „Whatever You Like”                | T.I.                             | [ 5 ]         |
| 15 listopada    | „Live Your Life”                   | T.I. featuring Rihanna           | [ 61 ]        |
| 22 listopada    | „Live Your Life”                   | T.I. featuring Rihanna           | [ 62 ]        |
| 29 listopada    | „Live Your Life”                   | T.I. featuring Rihanna           | [ 63 ]        |
| 6 grudnia       | „Live Your Life”                   | T.I. featuring Rihanna           | [ 64 ]        |
| 13 grudnia      | „Single Ladies (Put a Ring on It)” | Beyoncé                          | [ 65 ]        |
| 20 grudnia      | „Live Your Life”                   | T.I. featuring Rihanna           | [ 11 ]        |
| 27 grudnia      | „Single Ladies (Put a Ring on It)” | Beyoncé                          | [ 66 ]        |